# Osina, Hạt Goleniów
Osina [ɔˈɕina] (tiếng Đức: Schönhagen)  là một ngôi làng thuộc hạt Goleniów, West Pomeranian Voivodeship, ở phía tây bắc Ba Lan. Đó là chỗ ngồi của gmina (khu hành chính) được gọi là Gmina Osina. Nó nằm khoảng 15 kilômét (9 mi) về phía đông bắc của Goleniów và 36 km (22 mi) về phía đông bắc của thủ đô khu vực Szczecin.
Trước năm 1945, khu vực này là một phần của Đức. Đối với lịch sử của khu vực, xem Lịch sử của Pomerania.
Ngôi làng có dân số là 960 người.